# A Kind of Magic
A Kind of Magic ist das 1986 erschienene elfte Studioalbum der britischen Rockgruppe Queen. Zahlreiche Songs des Albums sind in anderen Fassungen im Film Highlander zu hören. 
Der Titel des namensgebenden Liedes geht auf ein Zitat einer Filmszene zurück, in der der niedergeschossene Connor McLeod aufersteht und von einem Kind, das die Szenerie beobachtete, gefragt wird, wie das möglich sei. Er antwortet: „It’s a kind of magic.“ („Es ist eine Art von Magie“). Die höchste Popularität und die meisten Coverversionen erreichte hingegen nicht das Titellied, sondern Who Wants to Live Forever. Es war das letzte Album, mit dem die Band vor Freddie Mercurys HIV-Diagnose im Jahr 1987 auf Tour ging.

## Titelliste
LP-Seite 1
1. One Vision (Queen/1985) – 5:11
2. A Kind of Magic (Taylor) – 4:24
3. One Year of Love (Deacon) – 4:27
4. Pain Is So Close to Pleasure (Mercury/Deacon) – 4:22
5. Friends Will Be Friends (Mercury/Deacon) – 4:07

LP-Seite 2
1. Who Wants to Live Forever (May) – 5:17
2. Gimme the Prize (Kurgan’s Theme) (May) – 4:34
3. Don’t Lose Your Head (Taylor) – 4:38
4. Princes of the Universe (Mercury) – 3:33

CD-Bonus-Tracks („Extra Magical Ingredients“)
1. A Kind of ‘A Kind of Magic’ (Taylor) – 3:37
2. Friends Will Be Friends Will Be Friends … (Mercury/Deacon) – 5:58
3. Forever (May) – 3:20

Produziert wurde das Album von Queen und Mack (Tracks 1, 3, 4, 5, 9, 11) beziehungsweise von Queen und David Richards (Tracks 2, 6, 7, 8, 10, 12). Die Toningenieure waren Mack und David Richards sowie Croydon. Die Einspielungen des National Philharmonic Orchestra für Who Wants to Live Forever wurden von Eric Tomlinson in den Abbey Road Studios aufgenommen.
A Kind of Magic ist das erste in Digitaltechnik aufgenommene Album von Queen – auf der CD gekennzeichnet als „Digital Recording/DDD“.
One Vision ist als Filmmusik Bestandteil des Films Der stählerne Adler aus dem Jahr 1986.

### Singleauskopplungen
One Vision (4. November 1985)
A Kind of Magic (17. März 1986)
Princes of the Universe (März 1986: u. a. Australien, Japan, USA)
Friends Will Be Friends (9. Juni 1986)
Who Wants to Live Forever (15. September 1986)
Pain Is So Close to Pleasure (1986/1987)
One Year of Love (1986: Frankreich, Spanien)

## Kommerzieller Erfolg

### Chartplatzierungen
| ChartsChartplatzierungen       | Höchstplatzierung | Wochen/ Monate |
| ------------------------------ | ----------------- | -------------- |
| Deutschland (GfK)              | 4 (63 Wo.)        | 63 Wo.         |
| Österreich (Ö3)                | 3 (5 Mt.)         | 5 Mt.          |
| Schweiz (IFPI)                 | 4 (19 Wo.)        | 19 Wo.         |
| Vereinigte Staaten (Billboard) | 46 (13 Wo.)       | 13 Wo.         |
| Vereinigtes Königreich (OCC)   | 1 (63 Wo.)        | 63 Wo.         |

| ChartsJahrescharts (1986) | Platzierung |
| ------------------------- | ----------- |
| Deutschland (GfK)         | 20          |
| Österreich (Ö3)           | 16          |
| Schweiz (IFPI)            | 18          |

### Auszeichnungen für Musikverkäufe
| Land/Region                  | Auszeichnungen für Musikverkäufe (Land/Region, Auszeichnung, Verkäufe) | Verkäufe  |
| ---------------------------- | ---------------------------------------------------------------------- | --------- |
| Deutschland (BVMI)           | 3× Gold                                                                | 750.000   |
| Frankreich (SNEP)            | Gold                                                                   | 100.000   |
| Italien (FIMI)               | Gold                                                                   | 25.000    |
| Neuseeland (RMNZ)            | 2× Platin                                                              | 40.000    |
| Österreich (IFPI)            | Platin                                                                 | 50.000    |
| Polen (ZPAV)                 | 3× Platin                                                              | 60.000    |
| Schweiz (IFPI)               | 2× Platin                                                              | 100.000   |
| Spanien (Promusicae)         | Platin                                                                 | 100.000   |
| Vereinigte Staaten (RIAA)    | Gold                                                                   | 500.000   |
| Vereinigtes Königreich (BPI) | 2× Platin                                                              | 600.000   |
| Insgesamt                    | 4× Gold · 12× Platin ·                                                 | 2.325.000 |

Hauptartikel: Queen (Band)/Auszeichnungen für Musikverkäufe